# HD 128093
HD 128093 är en gulvit stjärna i huvudserien i Björnvaktarens stjärnbild.
Stjärnan har visuell magnitud +6,31 och är knappt synlig för blotta ögat vid mycket god seeing.